# Municipio de Lee (condado de Aitkin)
El municipio de Lee (en inglés: Lee Township) es un municipio ubicado en el condado de Aitkin en el estado estadounidense de Minnesota. En el año 2010 tenía una población de 50 habitantes y una densidad poblacional de 0,54 personas por km².

## Geografía
El municipio de Lee se encuentra ubicado en las coordenadas 46°27′30″N 93°20′44″O / 46.45833, -93.34556. Según la Oficina del Censo de los Estados Unidos, el municipio tiene una superficie total de 92.33 km², de la cual 89,19 km² corresponden a tierra firme y (3,41 %) 3,14 km² es agua.

## Demografía
Según el censo de 2010, había 50 personas residiendo en el municipio de Lee. La densidad de población era de 0,54 hab./km². De los 50 habitantes, el municipio de Lee estaba compuesto por el 96 % blancos, el 4 % eran amerindios. Del total de la población el 0 % eran hispanos o latinos de cualquier raza.